# Cyllogenes suradeva
Cyllogenes suradeva är en fjärilsart som beskrevs av Moore 1857. Cyllogenes suradeva ingår i släktet Cyllogenes och familjen praktfjärilar. Inga underarter finns listade i Catalogue of Life.

## Bildgalleri

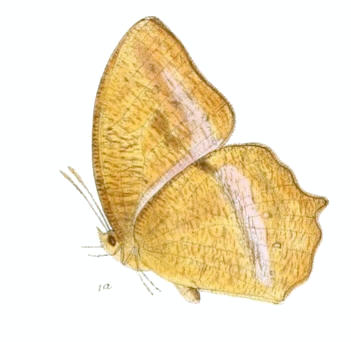
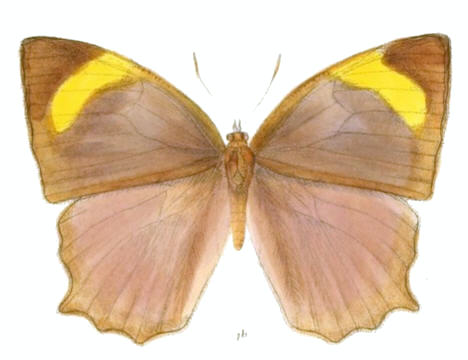